# Lavinák a Mount Everesten 2015-ben
2015. április 25-én délután 7,8 MW erősségű földrengés rázta meg Nepált és a környező országokat. A rengés okozta remegés lavinát indított el Pumoriból a Mount Everest alaptáborába. Legalább huszonkét ember meghalt, túlszárnyalva a 2014-ben bekövetkezett lavinát mint a legsúlyosabb katasztrófát a hegyen.

## Lavinák

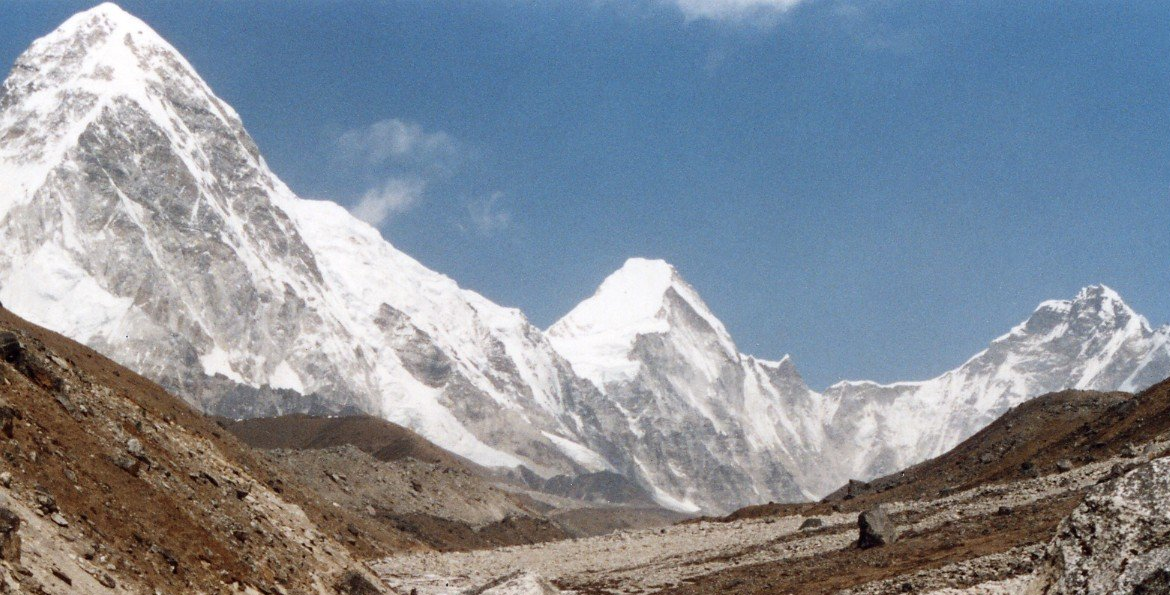
A jelentések szerint a lavina Pumori (balra) és Lingtren (középső csúcs) között indult

A Mount Everest körülbelül 220 kilométer (140 mi)-re volt az epicentrumtól keletre, és 700-1000 ember tartózkodott a hegyen vagy annak közelében a földrengés idején, köztük 359 hegymászó az alaptáborban, akik közül sokan visszatértek a megszakított 2014-es szezon után. A földrengés több nagy lavinát indított el a hegyen és környékén. Az egyik lavina, amely a közeli Pumori-csúcsról indult, átsöpört az alaptáboron, és sok sátrat hajított át a Khumbu-gleccseren az alsó gleccsertörés felé. Az indiai hadsereg hegymászócsapata 19 hegymászó holttestét mentette ki a déli alaptáborból, és legalább 61 ottrekedt hegymászót mentett le a hegyről.
Legalább 61 ember megsérült, az eredeti jelentések szerint több tucatnyian eltűntek, és többen a magasabban fekvő táborokban rekedtek, mivel elveszítették a biztonságos ereszkedési útvonalaikat.

## Mentési műveletek

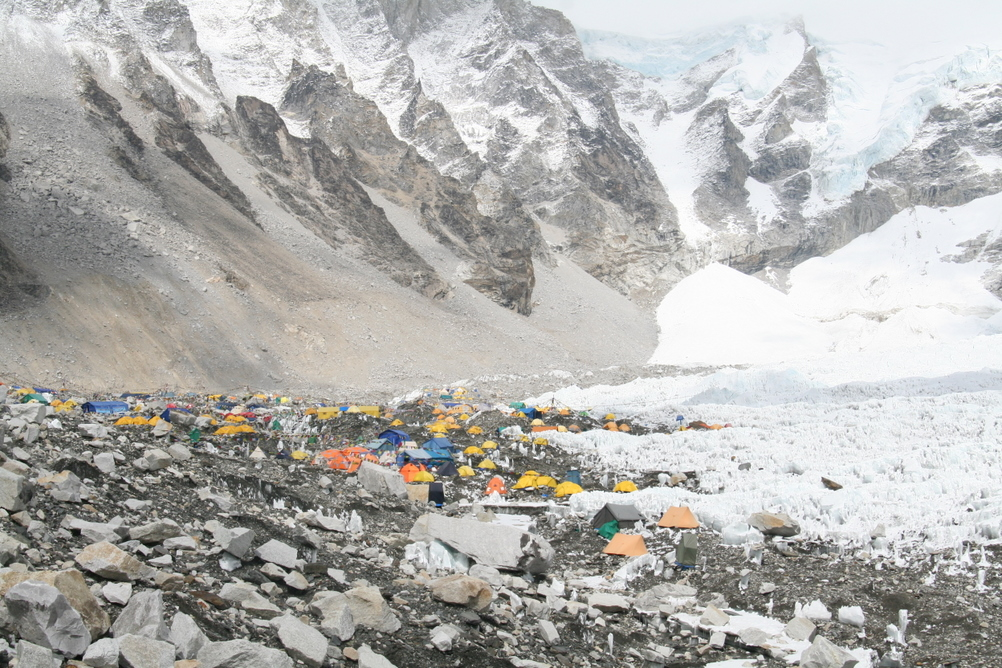
A nepáli Everest-alaptábor

Április 26-án reggel helikopterek érkeztek a Mount Everestre, hogy megkezdhessék a mentési műveleteket, 22 súlyos sérültet sikerült Pheriche faluba szállítani, mielőtt a rossz időjárás leállította volna a műveletet. Pheriche fontos állomás a hegymászóknak, és van egy kezdetleges kórháza, ahol a Himalájai Mentőszövetség önkéntes orvosai dolgoznak.
Aznap később egy helikopter állítólag több hegymászót is evakuált az I. táborból, ami az első tábor az alaptábor fölött, de mintegy 100 hegymászó még mindig nem tudott biztonságosan leereszkedni az I. és II. táborból. Az expedíció vezetői úgy döntöttek, hogy megpróbálják evakuálni a hegymászókat az I. táborból, a Khumbu gleccsertörésen keresztül vezető útvonal javításával. Április 26-án egy helikopter további technikai felszerelést hozott az I. tábornak, és  serpák és külföldi idegenvezetők csapatja megpróbálta visszaállítani az útvonalat a tetejétől az alaptáborig. Ezzel egy időben az alaptáborból kiküldött másik csapat alulról felfelé próbálta helyreállítani az útvonalat. Ez a kísérlet azonban nem járt sikerrel, mivel egy későbbi lavina kiszakította a létrák nagy részét, és állítólag három serpát ölt meg Khumbu gleccsertörésnél, így a helyszínen legalább 24-re emelkedett a halottak száma. Április 27-én további hegymászókat mentettek ki helikopterrel. Az alaptábor hegymászói a katasztrófa utáni napokban a Twitteren posztoltak, és azt írták, hogy "nagy pusztítás" és "nagy bizonytalanság" van azok között, akik ottmaradtak, és kijelentették, hogy a terület úgy néz ki, mintha atombomba érte volna. Az egyik hegymászó a Facebookon kommentálva azt mondta, hogy a hegyen magasabban ragadt emberek "egyre kétségbeestek". Április 27-én az I. táborból 60, a II. táborból 170 embert mentettek ki. Április 25-én tizenhét, április 27-én pedig egy holttestet találtak. Április 26-án a 61 súlyos sérültek egyike meghalt a KMC kórházában.

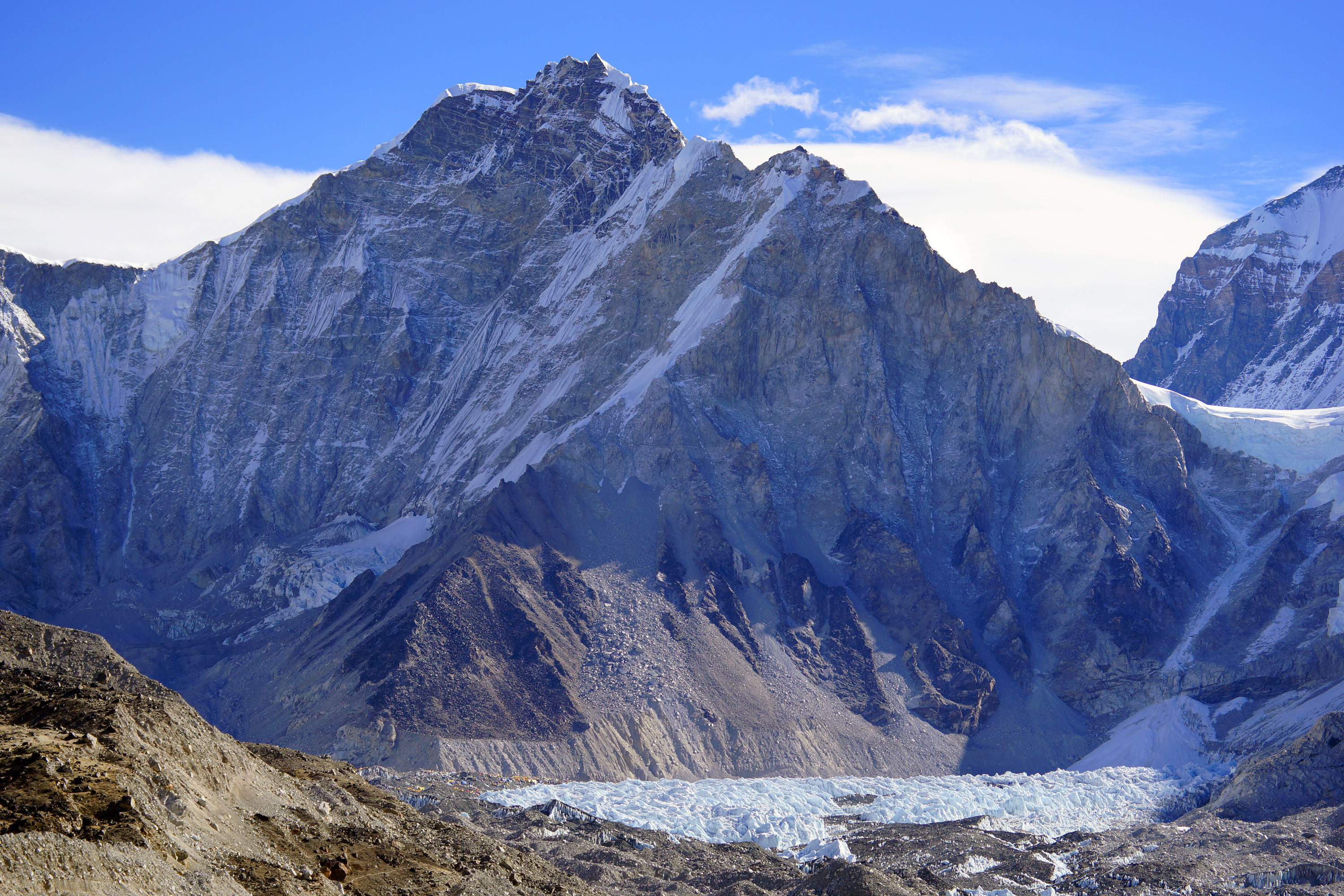
A Khumbtse az alaptáborra

A Nepáli Hegymászó Szövetség április 28-i jelentése 19 halálesetet sorolt fel, amelyek közül 10-et nepáli serpának azonosítottak, ötöt pedig külföldi hegymászónak. Négyet azonban nem azonosítottak név szerint. Az öt hegymászó között két amerikai, egy kínai, egy ausztrál és egy japán szerepelt. Április 27-én a National Geographic 24 halálesetről számolt be.
Megerősítették, hogy a Google ügyvezetője, Dan Fredinburg, aki három vállalati alkalmazottjával az Everestre mászott, miközben feltérképezte a területet egy jövőbeli Google Earth-típusú projekthez, meghalt.

## Hatás a 2015-ös hegymászási szezonra
Bár a Khumbu gleccsertörés létráit megrongálták a lavinák, egy maroknyi hegymászó, akit a katasztrófa nem tántorított el, azonnal engedélyt kért a nepáli kormánytól, hogy folytathassa a mászást, és 2015. április 29-én mind engedélyt is kaptak erre. "A következő két-három napban megjavítják a létrákat, és a hegymászás folytatódik; nincs ok arra, hogy bárki feladja az expedíciót" - mondta Tulsi Gautam, a nepáli turisztikai osztály vezetője. "Nincs tudományos ok arra, hogy újabb rengésre számítsunk... és úgy érezzük, a talaj elég stabil a mászáshoz, még az utórengések ellenére is."
Később bejelentették a gleccsertörés feletti útvonalak lezárását a szezon hátralévő részére; ez a második egymást követő év, amikor a hegyet lavinák miatt lezárták. A 2015. május 12-i második földrengés után Dambar Parajuli, a nepáli expedícióüzemeltetők szövetségének elnöke azt mondta, hogy az Everest alaptáborában nem maradt hegymászó vagy nepáli serpavezető. Ennek eredményeként 2015 tavaszán senki sem mászta meg a Mount Everestet, pedig ez már 41 éve nem fordult elő.
| Név                       | Ország                     | Halál helye | Halál oka                         | Halál dátuma      |
| ------------------------- | -------------------------- | ----------- | --------------------------------- | ----------------- |
| Dan Fredinburg            | Egyesült Államok           | Alaptábor   | Lavina                            | 2015. április 25. |
| Marisa Eve Girawong       | Egyesült Államok           | Alaptábor   | Lavina                            | 2015. április 25. |
| Tom Taplin                | Egyesült Államok           | Alaptábor   | Lavina                            | 2015. április 25. |
| Pemba Sherpa              | Nepál                      | Alaptábor   | Lavina                            | 2015. április 25. |
| Dawa Tsering Sherpa       | Nepál                      | Alaptábor   | Lavina                            | 2015. április 25. |
| Maila (Milan) Rai         | Nepál                      | Alaptábor   | Lavina                            | 2015. április 25. |
| Chhimi Dawa Sherpa        | Nepál                      | Alaptábor   | Lavina                            | 2015. április 25. |
| Pema Yishi (Hissi) Sherpa | Nepál                      | Alaptábor   | Lavina                            | 2015. április 25. |
| Pasang Temba Sherpa       | Nepál                      | Alaptábor   | Lavina                            | 2015. április 25. |
| Krishna Kumar Rai         | Nepál                      | Alaptábor   | Lavina                            | 2015. április 25. |
| Tenzing (Tengien) Bhote   | Nepál                      | Alaptábor   | Lavina                            | 2015. április 25. |
| Renu Fotedar              | Ausztrália · India         | Alaptábor   | Lavina                            | 2015. április 25. |
| Lhakpa Chhiring Sherpa    | Nepál                      | Alaptábor   | Lavina                            | 2015. április 25. |
| Vinh Truong               | Egyesült Államok · Vietnám | Alaptábor   | Lavina                            | 2015. április 25. |
| Shiva Kumar Shrestha      | Nepál                      | Alaptábor   | Lavina                            | 2015. április 25. |
| Jangbu Sherpa             | Nepál                      | Katmandu    | A lavina során szerzett sérülések | 2015. május 1.    |

## Fordítás
Ez a szócikk részben vagy egészben  a(z)   2015 Mount Everest avalanches című angol Wikipédia-szócikk ezen változatának fordításán alapul.  Az eredeti cikk szerkesztőit annak laptörténete sorolja fel. Ez a jelzés csupán a megfogalmazás eredetét és a szerzői jogokat jelzi, nem szolgál a cikkben szereplő információk forrásmegjelöléseként.